# Giuseppe Veronese
Giuseppe Veronese   (Chioggia, 7 de maig de 1854 - Pàdua, 17 de juliol de 1917) va ser un matemàtic italià, especialitzat en geometria.

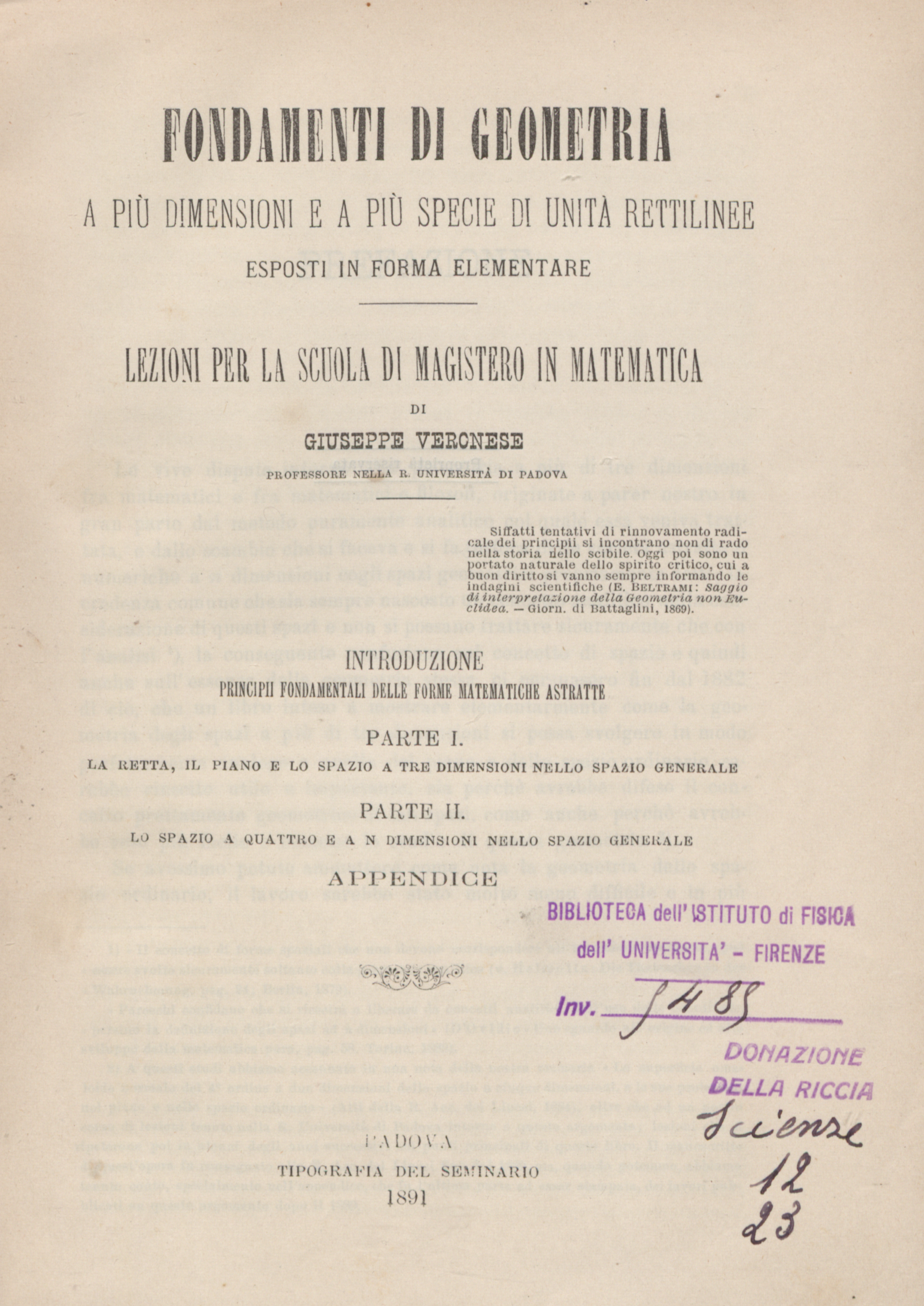
Fondamenti di geometria a piu dimensioni e a piu specie di unità rettilinee, 1891

El seu pare era pintor-decorador, des de ben infant va sentir una forta inclinació per la pintura, però va renunciar a l'art per la modesta situació econòmica de la família, l'oposició del seu pare i la manca d'escoles artístiques a la seva ciutat natal. Va estudiar al Politècnic de Zuric on va rebre la influència de Wilhelm Fiedler i, després d'entrar en contacte amb Luigi Cremona, va acabar els seus estudis a la Universitat de Roma La Sapienza. El 1880 va fer un estatge a Alemanya (Berlín i Leipzig) on va estudiar amb Felix Klein.
El 1881 va ser nomenat professor de la universitat de Pàdua en la qual va romandre la resta de la seva vida. També va ser diputat al Parlament (1897-1900) i va ser nomenat senador del Regne d'Itàlia (1861–1946) el 1904.
L'hivern de 1911-1912 va patir una forta grip que li va deixar seriosos problemes circulatoris, però encara va estar actiu fins a l'any de la seva mort el 1917.
A Veronese se li deu la construcció d'una geometria que introdueix de forma explícita segments infinits i infinitesimals, creant així una geometria no-arquimediana. La seva idea fonamental és que les configuracions de l'espai ordinari s'obtenen com seccions d'una configuració determinada de qualsevol nombre de punts de qualsevol hiperespai.
El 1891 va publicar la seva principal obra: Fondamenti di geometria a più dimensioni e a più specie di unità rettilinee esposti in forma elementare, la qual va ser seguida per una sèrie d'articles ampliant i defensant els seus punts de vista i per un llibre, destinat a l'ensenyament secundari, escrit conjuntament amb Paolo Gazziniga: Elementi di geometria ad uso dei licei. En tots ells defensa que la geometria és una ciència mixta, construïda en part per premisses empíriques i en part per postulats i axiomes. Aquestes idees van ser fortament criticades per Corrado Segre i Giuseppe Peano entre d'altres.